# Jean-Michel Rabeux
Jean-Michel Rabeux, né en 1953, est un dramaturge et un metteur en scène de théâtre français. 

## Auteur
- Les Charmilles et les morts, Éditions du Rouergue, 2002
- Le Ventre, Clownerie philosophique, Éditions Les Solitaires intempestifs, 2002
- Une magnifique désolation, 50 auteurs de théâtre s'expriment, Collectif, Éditions de l'Amandier, 2005
- Les Nudités des filles, Éditions du Rouergue, 2008
- La Barbe bleue, éditions L’avant-scène théâtre, 2010
- Peau d'Âne suivi de La Petite Soldate américaine, éditions L'Avant-scène théâtre, 2014

## Comédien
- 1971 : Le Songe d'une nuit d'été de William Shakespeare, mise en scène Jean Gillibert, théâtre de Chateauvallon

## Metteur en scène
- 1976 : Iphigénie de Racine, théâtre Essaïon
- 1978 : L'Imitation de Mathieu Benezet, Centre Georges Pompidou
- 1979 : Ode pour hater la venue du printemps de Jean Ristat, théâtre Édouard VII
- 1981 : Le Malade imaginaire de Molière, théâtre de la Cité Universitaire
- 1981 : La Fausse Suivante de Marivaux, théâtre de la Cité Universitaire, Les Gémeaux, Théâtre des Arts de Cergy-Pontoise
- 1982 : Vaudeville d'Eugène Labiche, Georges Courteline et Alfred Jarry, Théâtre des Arts de Cergy-Pontoise, Les Gémeaux
- 1983 : Déshabillages (Comédie mortelle) de Jean-Michel Rabeux, Centre culturel de Cergy-Pontoise
- 1984 : Onanisme avec troubles nerveux chez deux petites filles de Jean-Michel Rabeux d'après le Dr Démétrius Zambaco, Festival d'Avignon, Théâtre des Arts de Cergy-Pontoise
- 1985 : La Double Mort d'un criminel ordinaire de Breyten Breytenbach, Théâtre des Arts de Cergy-Pontoise
- 1986 : Phèdre de Racine, Maison de la Culture de Bourges, Maison des Arts de Créteil, théâtre national de Strasbourg, Théâtre des Arts de Cergy-Pontoise
- 1987 : Ce qui est resté d'un Rembrandt déchiré en petits carrés bien réguliers, et foutu aux chiottes de Jean Genet, Théâtre de l'Atalante, Teatro Due/Festival de Parme, Théâtre des Arts de Cergy-Pontoise
- 1987 : Éloge de la pornographie de Jean-Michel Rabeux, théâtre Gérard Philipe
- 1988 : Onanisme avec troubles nerveux chez deux petites filles de Jean-Michel Rabeux d'après le Dr Démétrius Zambaco, théâtre national de Chaillot, théâtre national de Strasbourg, TNP Villeurbanne
- 1988 : La Républicaine d'Hélène Delavault, Théâtre des Arts de Cergy-Pontoise, théâtre des Bouffes du Nord, Maison de la Culture de Bourges, Atelier Lyrique du Rhin, théâtre de la Bastille, tournée
- 1989 : Le vide était presque parfait spectacle sans texte, mise en scène avec Marc Mérigot
- 1990 : L'Amie de leurs femmes de Luigi Pirandello, Maison de la Culture de Bourges, à l'E.D.A.C. de Poitiers, théâtre de l'Athénée, Théâtre des Arts de Cergy-Pontoise
- 1992 : Légèrement sanglant de Jean-Michel Rabeux, Nouveau théâtre d'Angers
- 1992 : Le Travail du plâtre spectacle sans texte de Jean-Michel Rabeux
- 1994 : Les Charmilles de Jean-Michel Rabeux, La Rose des vents
- 1995 : Scènes de naissances - actes IV de Jean-Michel Rabeux et Eugène Durif, La rose des vents
- 1996 : Sade, français encore un effort de Sade, Beaubourg
- 1997 : Tentatives de Pieta d'après L'Ennemi déclaré de Jean Genet, Festival Trafic au CRDC de Nantes
- 1999 : Meurtres hors champ d'Eugène Durif, La Rose des vents, théâtre Ouvert, tournée
- 1999 : Les Enfers Carnaval spectacle sans texte de Jean-Michel Rabeux

- 2000 : Le Labyrinthe spectacle sans texte de Jean-Michel Rabeux et Sylvie Reteuna, La rose des vents
- 2001 : Arlequin poli par l'amour de Marivaux, mise en scène Jean-Michel Rabeux et Sylvie Reteuna, Théâtre Garonne, La rose des vents, théâtre de Gennevilliers
- 2001 : L'Homosexuel ou la Difficulté de s'exprimer de Copi, Studio de l'Ermitage, théâtre de la Bastille
- 2003 : Déshabillages (Comédie mortelle) de Jean-Michel Rabeux, théâtre de la Bastille
- 2004 : Feu l'amour avec trois pièces de Georges Feydeau : On purge bébé, Léonie est en avance, Hortense a dit « j'm'en fous », MC93 Bobigny
- 2004 : Mais n'te promène donc pas toute nue ! de Georges Feydeau
- 2004 : Le Balcon ou à peu près d'après Jean Genet, Atelier de 3e année des élèves du Conservatoire national supérieur d'art dramatique
- 2005 : Le Sang des Atrides d'après Eschyle, Théâtre Daniel Sorano, Théâtre Garonne, théâtre de la Bastille
- 2006 : Emmène-moi au bout du monde… ! de Blaise Cendrars, théâtre de la Bastille, théâtre du Chaudron
- 2007 : Le songe d’une nuit d’été de William Shakespeare, MC93 Bobigny
- 2008 : Onanisme avec troubles nerveux chez deux petites filles de Jean-Michel Rabeux d'après le Dr Démétrius Zambaco, MC93 Bobigny
- 2009 : Le Corps furieux de Jean-Michel Rabeux, MC93 Bobigny, théâtre de la Bastille
- 2009 : Le Cauchemar de Jean-Michel Rabeux, théâtre de la Bastille

- 2010 : La Barbe Bleue de Jean-Michel Rabeux d'après Charles Perrault
- 2011 : Ce soir je n'y suis pour personne sauf pour Antonio Lobo Antunes (Livre des chroniques III) d'António Lobo Antunes, lecture mise en espace, MC93 Bobigny
- 2011 : La Nuit des rois d'après William Shakespeare, La Rose des vents, MC93 Bobigny
- 2012 : Les Quatre Jumelles de Copi
- 2012 : Peau d'Âne de Jean-Michel Rabeux d'après Charles Perrault
- 2013 : R.& J. Tragedy d'après Roméo et Juliette de William Shakespeare
- 2013 : La Petite Soldate américaine de Jean-Michel Rabeux
- 2013 : Les Fureurs d'Ostrowsky de Gilles Ostrowsky et Jean-Michel Rabeux
- 2014 : Au bord de Claudine Galéa, MC93 Bobigny
- 2015 : La Belle au bois dormant de Jean-Michel Rabeux d'après Charles Perrault
- 2015 : Aglaé de Jean-Michel Rabeux d'après les mots d'Aglaé